# Liberty (Oklahoma)
Liberty é uma cidade  localizada no estado norte-americano de Oklahoma, no Condado de Okmulgee e Condado de Tulsa.

## Demografia
Segundo o censo norte-americano de 2000, a sua população era de 184 habitantes.
Em 2006, foi estimada uma população de 178, um decréscimo de 6 (-3.3%).

## Geografia
De acordo com o United States Census Bureau tem uma área de
15,8 km², dos quais 15,8 km² cobertos por terra e 0,0 km² cobertos por água.

## Localidades na vizinhança
O diagrama seguinte representa as localidades num raio de 16 km ao redor de Liberty.